# 참서대
참서대(Red tongue sole, 학명: Cynoglossus joyneri)는 가자미목 참서대과의 물고기이다. 몸길이는 30cm 정도이고 눈이 몹시 작다. 눈은 몸의 왼쪽에 몰려 있고 가슴지느러미가 없다. 비늘은 둥근 비늘이고, 왼쪽 뒤쪽에 빗비늘이 약간 있다. 몸빛깔은 오른쪽은 적갈색, 왼쪽은 흰색이다. 연안의 모래바닥에 산다. 산란기는 6-7월 무렵이며, 맛이 좋고 지방이 적어 미용 식품으로 좋다. 특히 여름철에 맛이 있다. 한반도 황해와 남해, 일본 중부 이남·타이완·중국 등지에 분포한다.